# 弗里德里希·拉德加斯特
弗里德里希·拉德加斯特（德語：Friedrich Ladegast，1818年8月30日—1905年6月30日）是19世纪下半叶德国著名的管风琴建造师。